# آندرس کوباس
آندرس کوباس (انگلیسی: Adrián Cubas؛ زادهٔ ۲۲ مهٔ ۱۹۹۶) یک بازیکن فوتبال اهل آرژانتین است که در پست هافبک برای بوکا جونیورز در لیگ برتر فوتبال آرژانتین بازی می‌کند.
پدر وی پاراگوئهای است.

## افتخارات

### باشگاهی
- بوکا جونیورز
  - لیگ برتر فوتبال آرژانتین (۱): ۲۰۱۵
  - کوپا آرژانتین (۱): ۱۵–۲۰۱۴